# Dustin Kohn
Dustin Kohn (* 2. února 1987, Kanada) je kanadský lední hokejista.

## Kluby podle sezón
- 2002-2003 Knights of Columbus Pats
- 2003-2004 Calgary Hitmen
- 2004-2005 Calgary Hitmen
- 2005-2006 Bridgeport Sound Tigers, Calgary Hitmen, Brandon Wheat Kings
- 2006-2007 Brandon Wheat Kings
- 2007-2008 Bridgeport Sound Tigers
- 2008-2009 Bridgeport Sound Tigers
- 2009-2010 New York Islanders, Bridgeport Sound Tigers
- 2010-2011 Bridgeport Sound Tigers
- 2011-2012 Örebro HK
- 2012-2013 HC Energie Karlovy Vary